# Ambatovola
Ambatovola est une commune rurale malgache située dans la partie sud-est de la région d'Alaotra-Mangoro. Elle appartient au district de Moramanga.